# Anthophora nigripes
Anthophora nigripes är en biart som beskrevs av Pérez 1879. Anthophora nigripes ingår i släktet pälsbin, och familjen långtungebin. Inga underarter finns listade i Catalogue of Life.